# Karl Freund
Karl Freund (16. ledna 1890 Dvůr Králové nad Labem – 3. května 1969 Santa Monica) byl německo-americký kameraman a filmový režisér židovského původu narozený v Čechách.

## Život
Z Čech jeho rodina odešla do Berlína v jeho jedenácti letech. K filmu se dostal v roce 1905, ve svých patnácti letech. Ve 20. letech se proslavil jako kameraman průkopnických německých expresionistických snímků Golem (1920) či Metropolis (1927). Při natáčení Murnauova filmu Poslední štace (1924) jako první v historii použil kameru na kolejích. Na konci 20. let odešel do Spojených států amerických. I zde se věnoval hlavně filmové kameře, natočil například klasický horor Drákula (1931). Roku 1938 získal Oscara za nasnímání filmu Dobrá země. Nominován na Oscara byl též za kameru snímků Pošlapané květy a The Chocolate Soldier, oba snímky byly z roku 1942. Několik filmů i režíroval, k nejznámějším patří horor Mumie s Borisem Karloffem v hlavní roli. Roku 1937 přijel do Německa zachránit svou dceru před nacisty a odvezl ji sebou do Spojených států amerických. Exmanželka však v Německu zůstala a zahynula v koncentračním táboře Ravensbrück. V 50. letech pracoval v televizi, snímal například slavný sitcom I Love Lucy (1951–1957).